# Salvador Serra Lloret
Salvador Serra Lloret (Alcoletge, 15 de gener de 1859 - Pego, 2 de gener 1921) fou un ric propietari i polític valencià, diputat a les Corts Espanyoles durant la restauració borbònica.

## Biografia
Membre del Partit Conservador, adscrit al corrent d'Eduardo Dato e Iradier, va ser elegit diputat provincial d'Alacant i diputat a les Corts Espanyoles pel districte de Pego a les eleccions generals espanyoles de 1920. Tanmateix, va morir abans de prendre possessió del seu càrrec.